# Sebastian Batkowski
Sebastian Batkowski (ur. 16 sierpnia 1995 w Łodzi) – polski bilardzista, członek kadry narodowej w bilardzie mężczyzn (od 2019), zawodnik Nosanu Kielce.

## Sukcesy

### Kariera Seniorska

#### Mistrzostwa Świata
- odmiana 9 bil: 1/8 finału: 2023[2]

#### Mistrzostwa Europy
- odmiana 9 bil:  (x1): 2021[3]
- drużynowo:
  -  (x1): 2023
  -  (x1) 2022
  -  (x1): 2021[4]

#### Mistrzostwa Polski
- odmiana 8 bil:
  -  (x1): 2021
  -  (x2): 2019, 2023
  -  (x2): 2018, 2022
- odmiana 10 bil:
  -  (x2): 2022, 2023
  -  (x2): 2018
  -  (x1): 2019[5]

### Kariera Juniorska

#### Mistrzostwa Świata
- odmiana 9 bil  (x1): 2013[6]

#### Mistrzostwa Europy
- odmiana 14/1:  (x1): 2013
- drużynowo:  (x1): 2013[7]

#### Mistrzostwa Polski
- odmiana 8 bil: (2011)[8]
- odmiana 9 bil:  (2011)[9]

## Pozostałe
- w klasyfikacji indywidualnej I ligi bilardowej (2018)[10]
- 8 miejsce w Plebiscycie Sportowym – Świętokrzyskie Gwiazdy Sportu (2021)[11]
- w klasyfikacji indywidualnej bilardowej ekstraklasy (2022)[12]
- MVP Mistrzostw Polski w bilardzie (2023)[13]